# Salzach
Salzach este un râu cu lungimea de  225 km, fiind cel mai lung afluent al Innului din Austria și Germania. El face graniță naturală între cele două țări pe o lungime de 59 km.

## Imagini

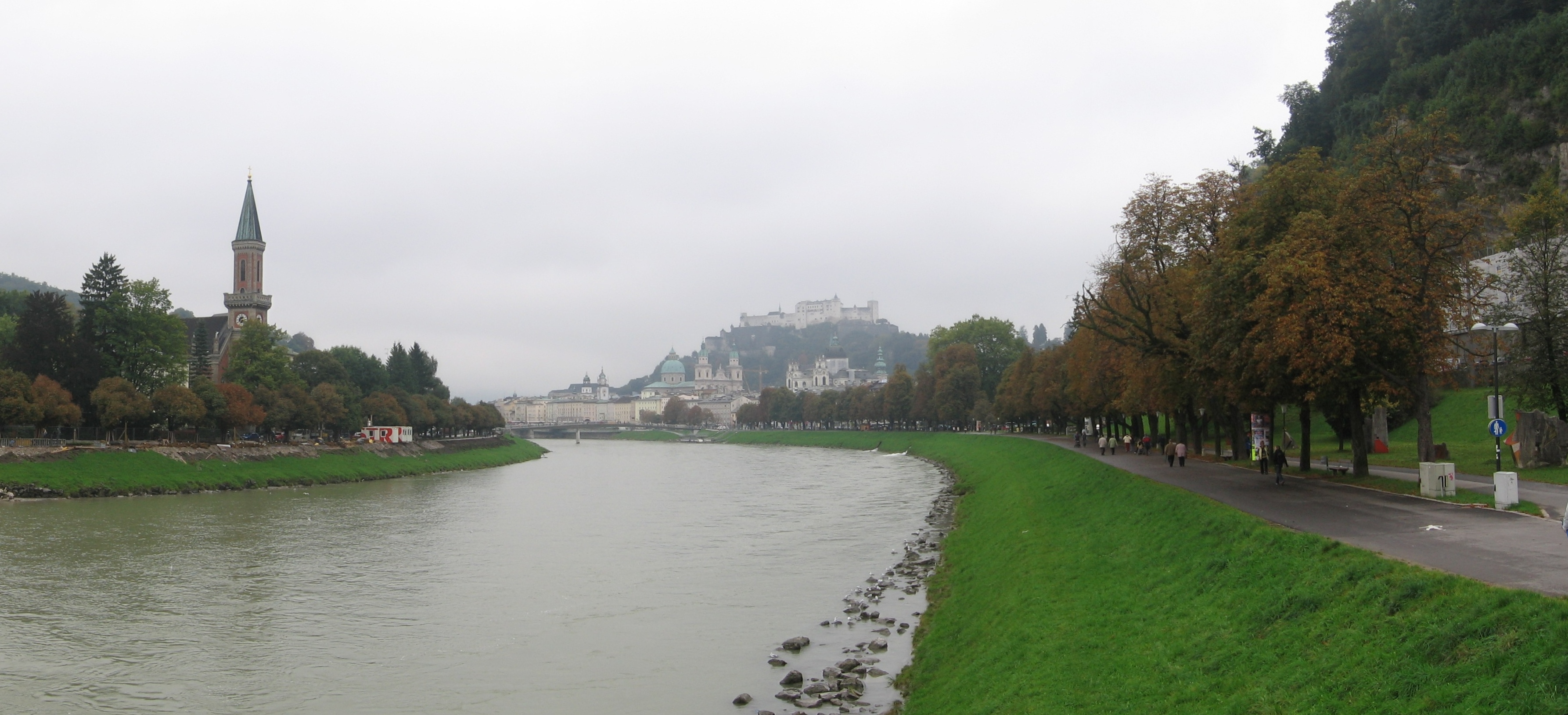
Salzach în Salzburg
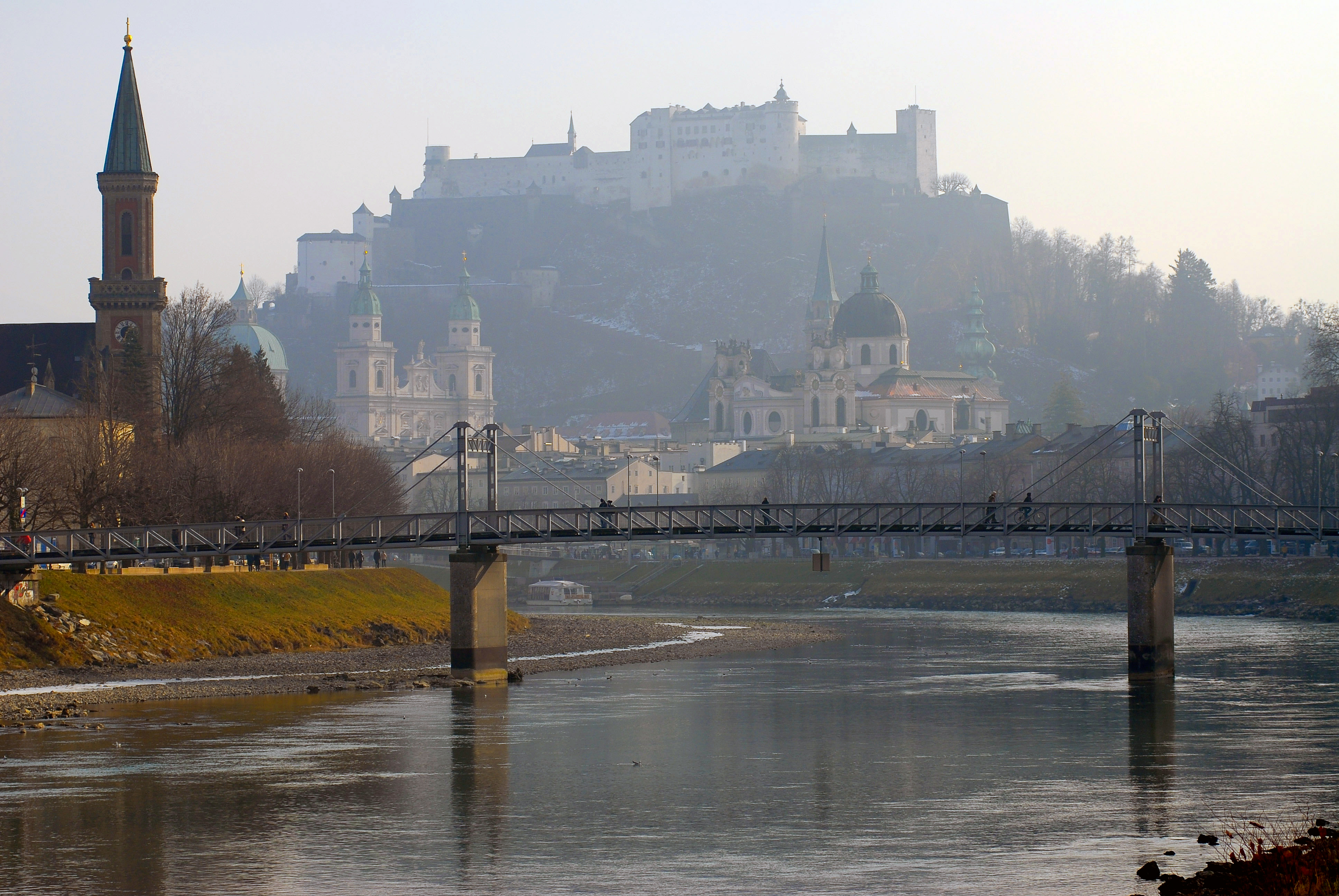
Salzach în Salzburg
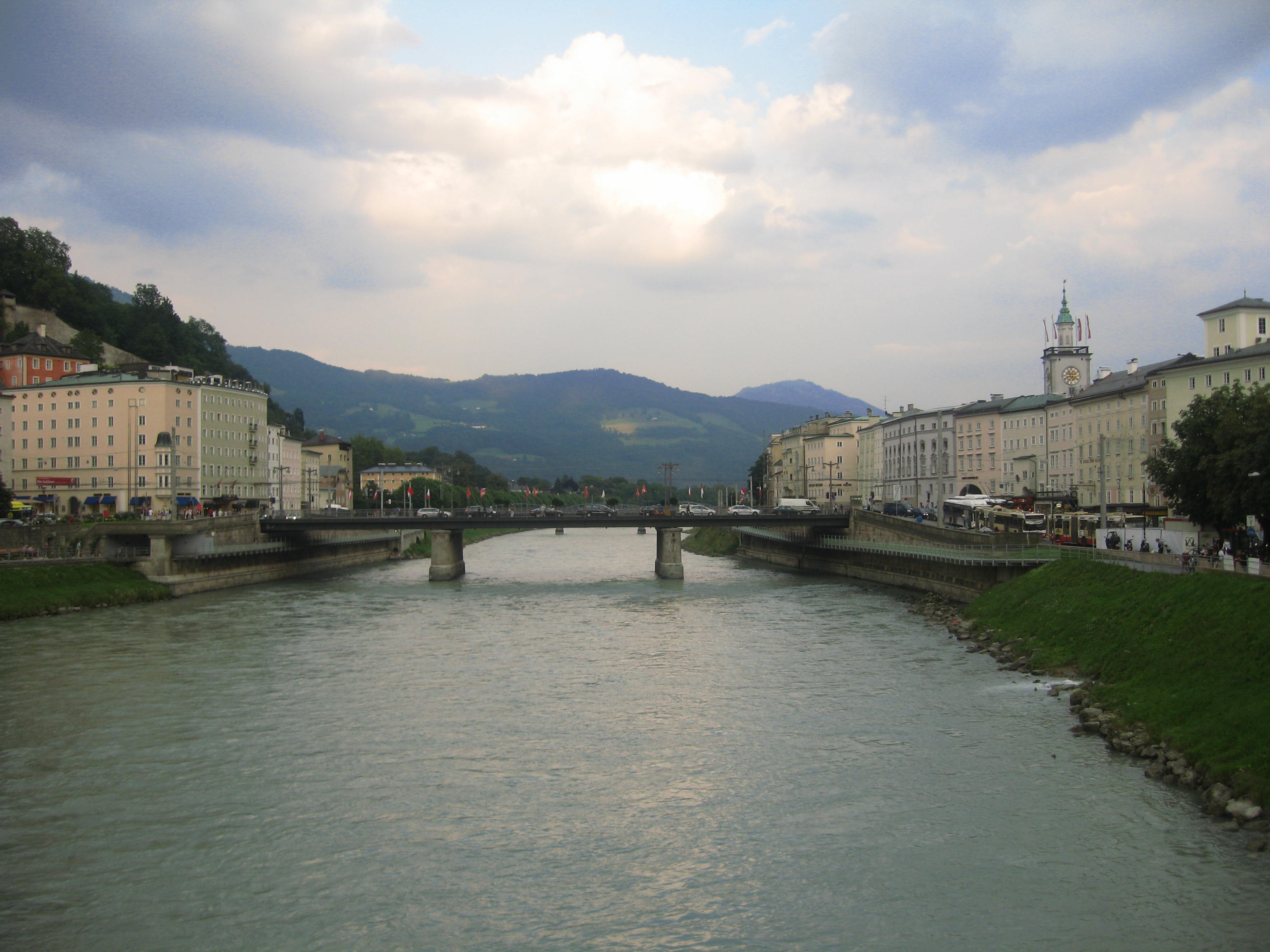
Salzach văzut de pe podul Makartweg din Salzburg
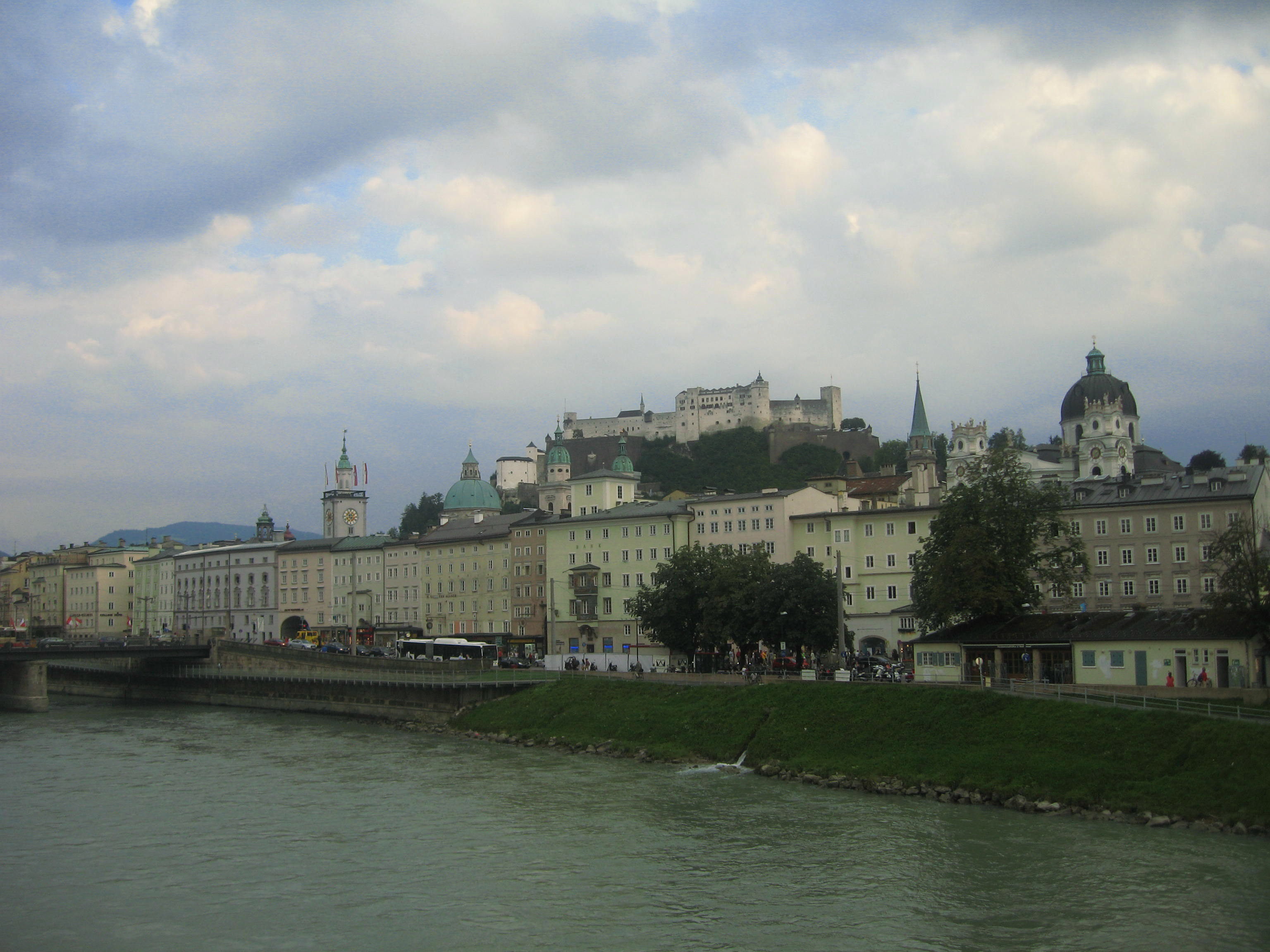
Salzach în Salzburg
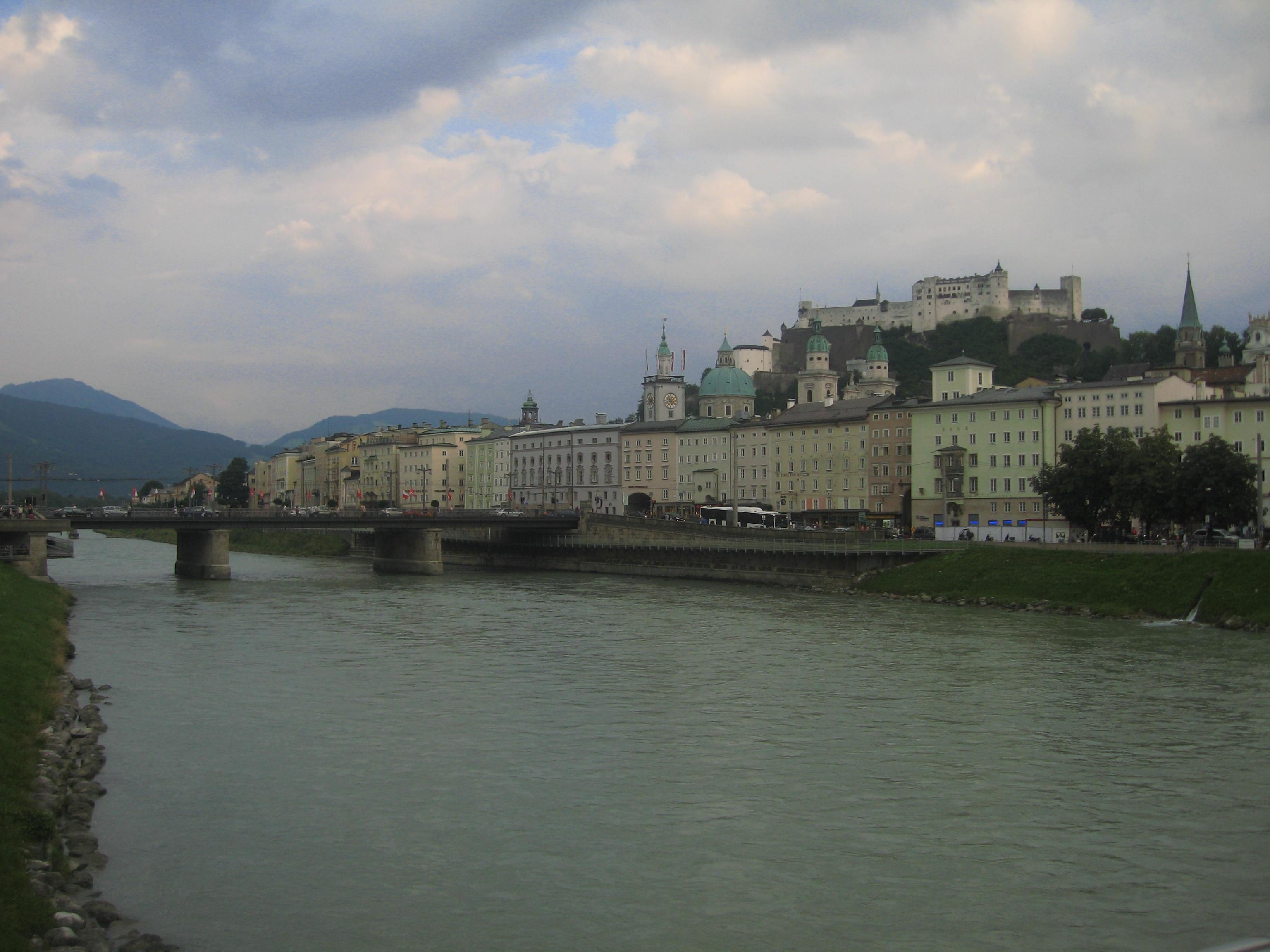
Salzach în Salzburg
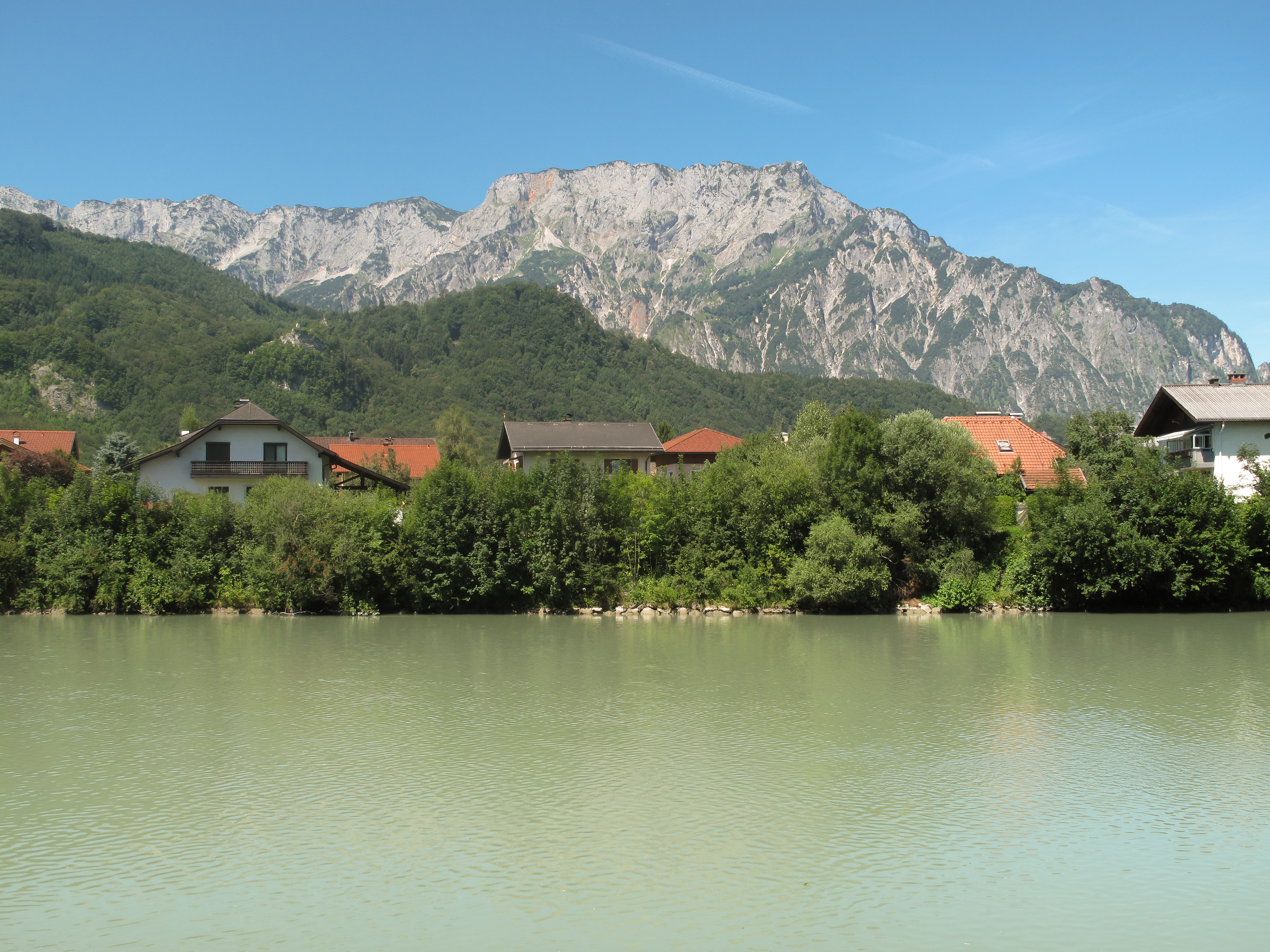
Salzach între Hallein şi Salzburg
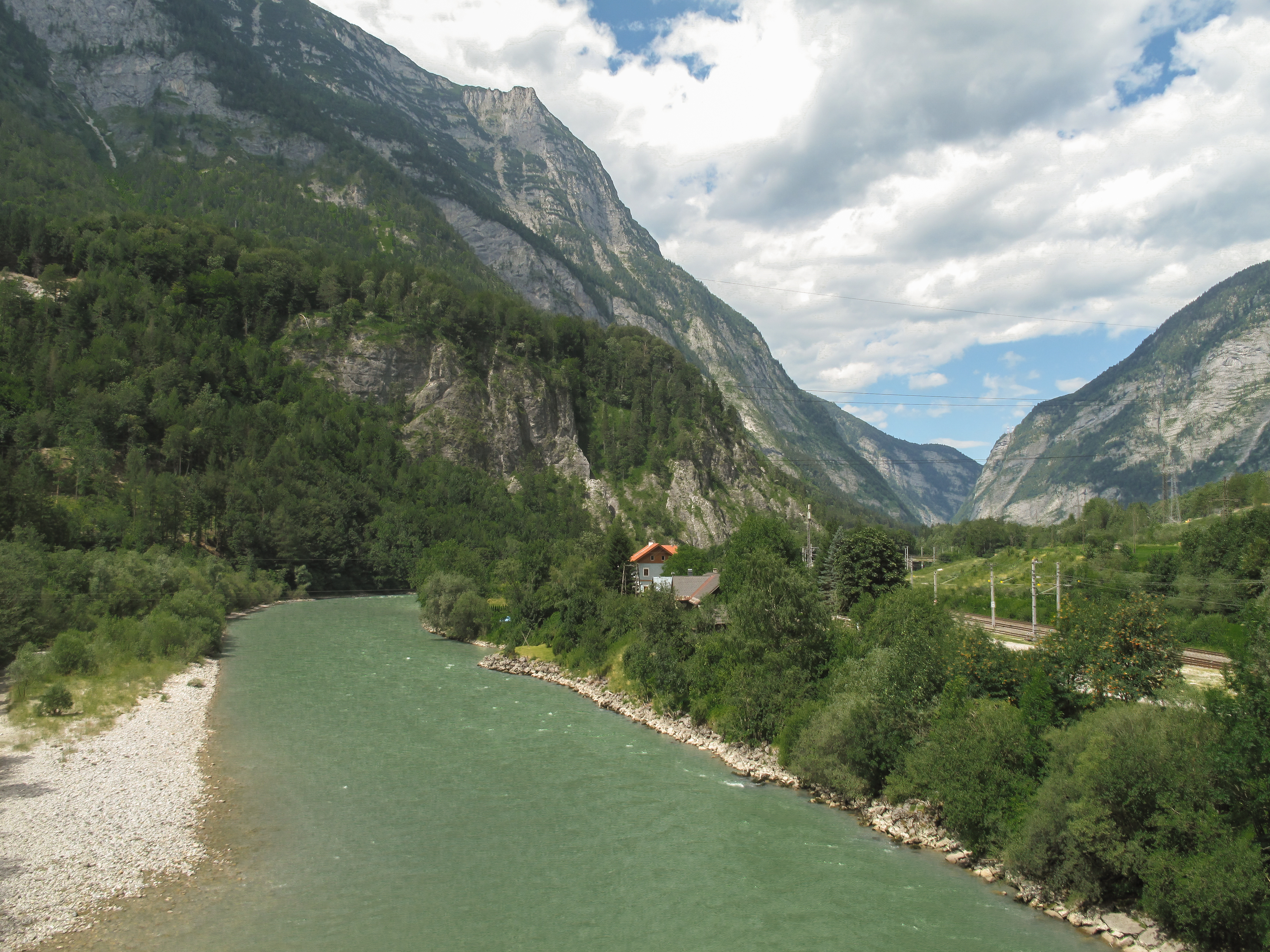
Salzach între Tenneck şi Pass Lueg
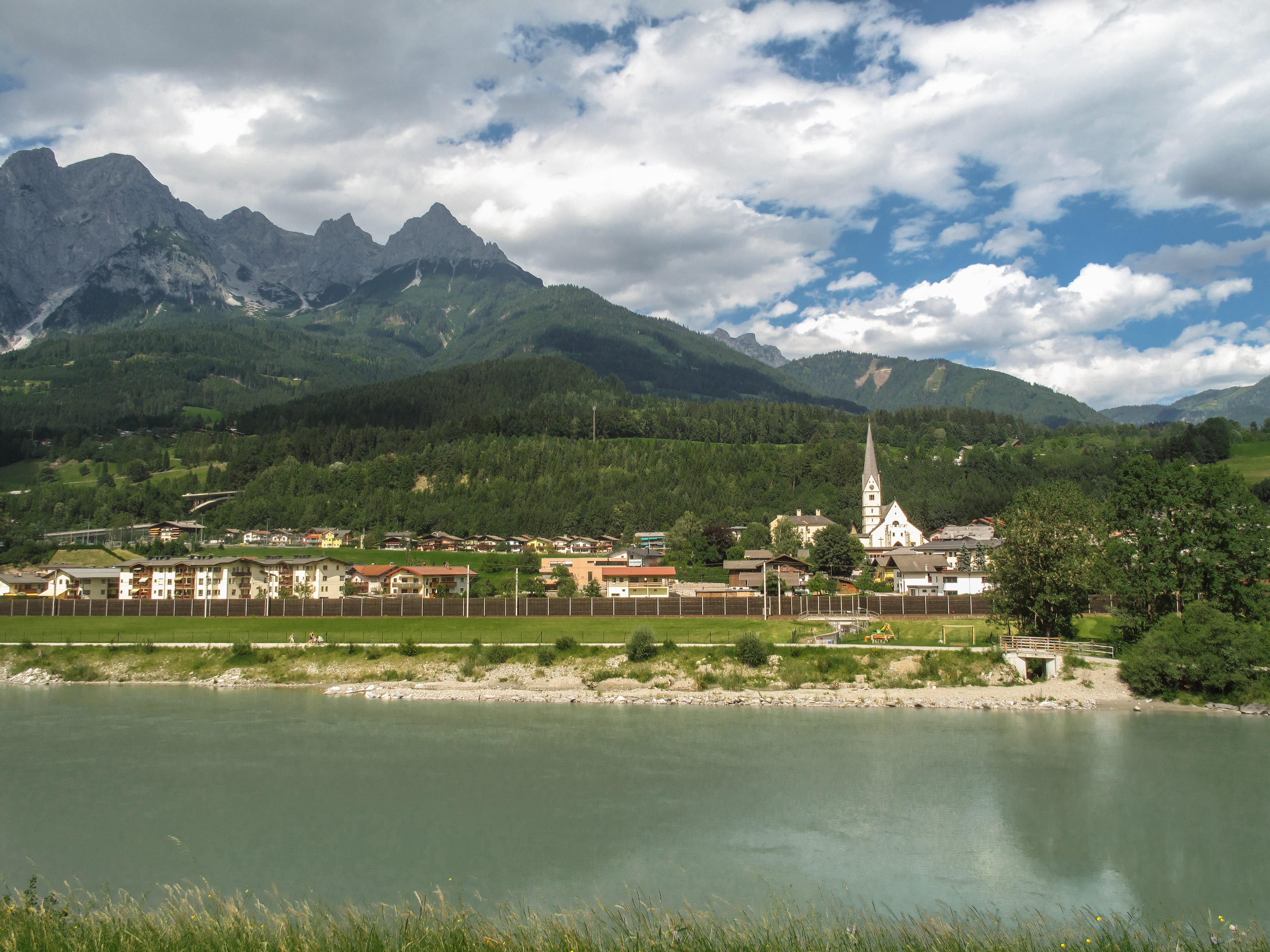
Salzach în apropiere de Pfarrwerfen